# Fiorenzo Toso
Fiorenzo Toso (Arenzano, 1962. február 20. – Arenzano, 2022. szeptember 24.) olasz nyelvész és nyelvjáráskutató.

## Pályája
Diplomájának megszerzése után egyetemi tanárrá habilitálták a Saarbrückeni Egyetemen, majd a Perugai Egyetemen doktorált általános nyelvészet és romanisztikai filológia területén. 2007-től haláláig volt a Sassari Egyetem általános nyelvészet tanára, óraadóként.
A ligúr nyelvterület szakértője, Max Pfister és Wolfgang Schweickard (Saarbrücken) mellett részt vesz az Olasz etimológiai lexikon szerkesztésében, folyamatosan és nagy számban jelennek meg publikációi a genovai és más ligúr dialektusokkal kapcsolatosan, úgy dialektológiai, mint nyelvtörténeti, irodalmi vagy filológiai témákban.
Fő érdeklődési területe az interlingvisztika és a nyelvi kapcsolódások, különös tekintettel a Mediterráneum "nyelvi szigeteire". Ezen felül sokat foglalkozott az Olaszországban és Európában élő nyelvi kisebbségek helyzetével és problémáival. Több monográfiát is írt.

## Művei
- Vocabolario delle parlate liguri volume I. (szerk. Giulia Petracco Sicardi e Patrizia Cavallaro), Consulta Ligure, Genova, 1985
- Vocabolario delle parlate liguri volume II. (szerk. Giulia Petracco Sicardi, Rosetta Conte Labella e Patrizia Cavallaro), Consulta Ligure, Genova, 1987
- Vocabolario delle parlate liguri volume III. (szerk. Giulia Petracco Sicardi), Consulta Ligure, Genova, 1990
- Gli ispanismi nei dialetti liguri, Edizioni dell’Orso, Alessandria, 1993
- Storia linguistica della Liguria. Dalle origini al 1528, Le Mani, Recco, 1995
- La letteratura in genovese. Ottocento anni di storia, arte, cultura e lingua in Liguria, Le Mani, Recco, 1999–2001 (3 vol.)
- Il tabarchino. Strutture, evoluzione storica, aspetti sociolinguistici, in Il bilinguismo tra conservazione e minaccia. Esempi e presupposti per interventi di politica linguistica e di educazione bilingue a cura di A. Carli, FrancoAngeli, Milano, 2004 (pp. 21–232.)
- Dizionario Etimologico Storico Tabarchino. Volume I, a-cüzò, Le Mani, Recco, 2004
- Le eteroglossie interne. Aspetti e problemi (szerk. Fiorenzo Toso és Vincenzo Orioles), Numero tematico di “Studi Italiani di Linguistica Teorica e Applicata”, n.s. 34, 2005
- Dizionario Genovese, italiano-genovese, genovese-italiano, Antonio Vallardi Editore, Milano, 2006
- Lingue d’Europa. La pluralità linguistica dei Paesi europei fra passato e presente, Baldini Castoldi Dalai editore, Milano, 2006
- Liguria linguistica. Dialettologia, storia della lingua e letteratura nel Ponente. Saggi 1987-2005, Philobiblon, Ventimiglia, 2006
- Le minoranze linguistiche in Italia, Bologna, Il Mulino, 2008
- Linguistica di aree laterali ed estreme. Contatto, interferenza, colonie linguistiche e “isole” culturali nel Mediterraneo occidentale, Le Mani, Recco, 2008
- Circolazioni linguistiche e culturali nello spazio mediterraneo. Miscellanea di studi (szerk. Fiorenzo Toso és Vincenzo Orioles), Le Mani, Recco, 2008